# Aeroporto di Białystok
L'Aeroporto di Białystok (IATA: QYY, ICAO: EPBK) è un aeroporto polacco situato nelle vicinanze della città di Białystok.
Al momento (2016) l'aeroporto non risulta aperto al traffico commerciale.